# Сорокин, Геннадий Николаевич
Генна́дий Никола́евич Соро́кин (род. 31 января 1950, Курск, СССР) — советский и российский политический деятель.

## Биография
Окончил военное училище, затем Военную академию имени С. М. Будённого.
Был избран депутатом Верховного совета. Входил в Совет Республики Верховного Совета РФ (1990—1993), где являлся членом Комиссии Совета Республики Верховного Совета по культуре. Входил во фракцию «Россия».
В ходе событий осенью 1993 года оказался в числе противников Б. Н. Ельцина. Находился в Доме Советов и принимал участие в Х чрезвычайном съезде народных депутатов.
После окончания событий был включён в список лиц. на которых не распространялось действие Указа Президента от 23 сентября 1993 г. «О социальных гарантиях для народных депутатов РФ созыва 1990—1995 годов». Указом от 22 апреля 1994 г. Геннадию Сорокину были возвращены государственные гарантии социальной защиты.
Женат, имеет двух дочерей.